# Episodi di Warehouse 13 (quarta stagione)
La quarta stagione della serie televisiva Warehouse 13 è stata trasmessa negli Stati Uniti sul canale via cavo Syfy. Composta complessivamente da 20 episodi, si suddivide in due parti: i primi dieci episodi sono stati trasmessi dal 23 luglio al 1º ottobre 2012, mentre i restanti dieci dal 29 aprile all'8 luglio 2013.
In Italia è trasmessa da Rai 4 dal 7 novembre 2013, senza l'indicazione di titoli italiani.
| nº | Titolo originale          | Titolo italiano                       | Prima TV USA      | Prima TV Italia  |
| -- | ------------------------- | ------------------------------------- | ----------------- | ---------------- |
| 1  | A New Hope                | Una nuova speranza                    | 23 luglio 2012    | 7 novembre 2013  |
| 2  | An Evil Within            | Un male dentro                        | 30 luglio 2012    | 8 novembre 2013  |
| 3  | Personal Effects          | Effetti personali                     | 6 agosto 2012     | 9 novembre 2013  |
| 4  | There's Always a Downside | C'è sempre il rovescio della medaglia | 13 agosto 2012    | 11 novembre 2013 |
| 5  | No Pain, No Gain          | Senza sacrifici non si ottiene nulla  | 20 agosto 2012    | 12 novembre 2013 |
| 6  | Fractures                 | Fratture                              | 27 agosto 2012    | 13 novembre 2013 |
| 7  | Endless Wonder            | Meraviglie senza fine                 | 10 settembre 2012 | 14 novembre 2013 |
| 8  | Second Chance             | Seconda chance                        | 17 settembre 2012 | 15 novembre 2013 |
| 9  | The Ones You Love         | Le persone che ami                    | 24 settembre 2012 | 16 novembre 2013 |
| 10 | We All Fall Down          | Tutti giù per terra                   | 1º ottobre 2012   | 18 novembre 2013 |
| 11 | The Living and the Dead   | I vivi e i morti                      | 29 aprile 2013    | 19 novembre 2013 |
| 12 | Parks and Rehabilitation  | Parchi e riabilitazione               | 6 maggio 2013     | 20 novembre 2013 |
| 13 | The Big Snag              | Il grande imbroglio                   | 13 maggio 2013    | 21 novembre 2013 |
| 14 | The Sky's the Limit       | Il cielo è il limite                  | 20 maggio 2013    | 22 novembre 2013 |
| 15 | Instinct                  | Istinto                               | 3 giugno 2013     | 23 novembre 2013 |
| 16 | Runaway                   | In fuga                               | 10 giugno 2013    | 25 novembre 2013 |
| 17 | What Matters Most         | Ciò che più conta                     | 17 giugno 2013    | 26 novembre 2013 |
| 18 | Lost & Found              | Perduto e ritrovato                   | 24 giugno 2013    | 27 novembre 2013 |
| 19 | All the Time in the World | Tutto il tempo del mondo              | 1º luglio 2013    | 28 novembre 2013 |
| 20 | The Truth Hurts           | La verità fa male                     | 8 luglio 2013     | 29 novembre 2013 |

## Una nuova speranza
- Titolo originale: A New Hope
- Diretto da: Chris Fisher
- Scritto da: Jack Kenny

### Trama

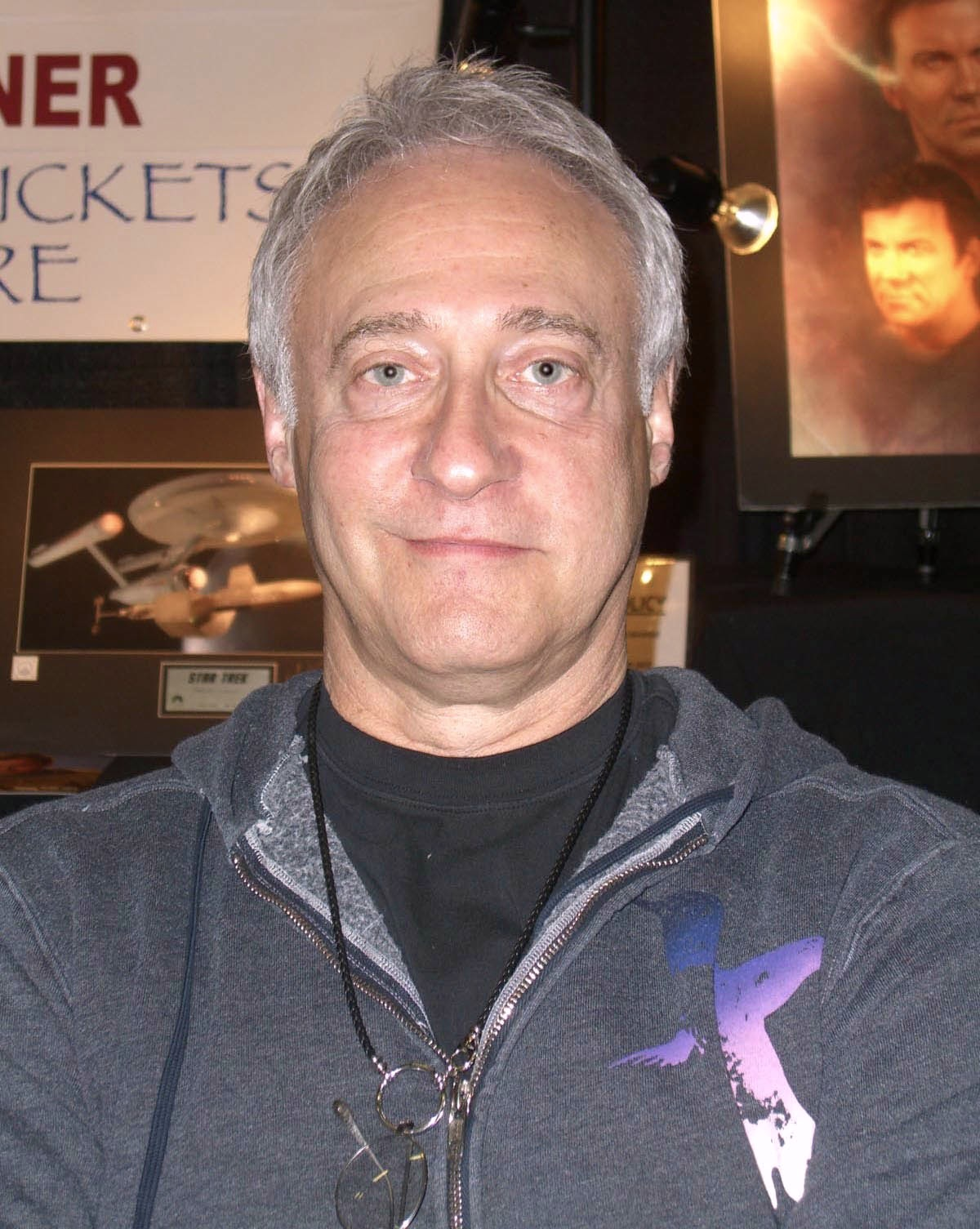
Brent Spiner

Il magazzino è andato completamente distrutto. Oltre alla morte della signora Frederic e di H. G. Wells, Artie si rende subito conto che ciò potrebbe significare l'inizio dell'apocalisse per il mondo intero: nel magazzino era infatti contenuto anche il vaso di Pandora, la cui apertura causata dall'esplosione del magazzino ha immediatamente iniziato a manifestare i suoi effetti tra episodi di violenza e inquietanti suicidi di massa. L'unico modo per ritrovare la speranza è rappresentato dall'unico artefatto che Artie ha salvato dall'esplosione, uno speciale orologio donatogli da MacPherson. Tuttavia, Artie non ha idea di come funzioni. Dopo varie ricerche e grazie alle incisioni presenti sull'orologio, Artie comprende che potrebbe trattarsi di un artefatto che, combinato con altri elementi, è in grado di cancellare gli eventi delle ultime 24 ore e ritornare così nel passato.
Inizia quindi una corsa contro il tempo che conduce Artie, Pete, Myka e Claudia in Francia, a Richerenches, dove una confraternita che discende dai Cavalieri templari custodisce l'astrolabio appartenuto a Ferdinando Magellano. Nel recupero di tale artefatto Claudia rimane intrappolata in un tunnel, ma la ragazza incita gli altri a proseguire subito la missione senza di lei. Grazie al supporto di Leena e di Keeler, uno dei reggenti, viene individuato l'ultimo artefatto necessario per poter tornare nel passato: un'alidada, strumento utilizzato con l'astrolabio, custodita sulla tomba di San Pietro, nella Città del Vaticano. Mentre Myka si fa arrestare dai carabinieri e Pete rimane ucciso da uno dei membri della confraternita francese che vuole recuperare l'artefatto, Artie riesce a recuperare l'alidada. Prima di tornare indietro nel tempo, pochi minuti prima dell'esplosione del magazzino, uno dei membri della confraternita gli rivela l'effetto collaterale dell'azione che sta per compiere: la generazione di un male che lo accompagnerà per il resto dei suoi giorni.
Tornato indietro nel tempo, dove è l'unico a conservare memoria di quanto accaduto, ritrova Pete, Myka e H. G. Wells a fronteggiare Walter Sykes. Il suo piano per neutralizzare la bomba consiste nell'utilizzare il dhoti di Gandhi che si trova nel magazzino, in grado di generare pura pace. Applicato a Sykes, l'artefatto cancella tutto il suo odio accumulato negli anni e che alimentava l'esplosivo. L'uomo non riesce a sopravvivere, ma fa in tempo a chiedere perdono per le sue azioni. Dopo avere raccomandato ai reggenti di riabilitare Wells, Artie prova quindi a capire esattamente quale effetto negativo dovrà fronteggiare per aver azionato l'orologio; nel frattempo la signora Frederic aveva già iniziato ad avvertire i sintomi di potenziali problemi per l'immediato futuro del magazzino. Nel finale, Artie avrà una visione di Claudia che tenta di ucciderlo con un pugnale, seguita da una chiamata da una preoccupata Leena che gli annuncia proprio un misterioso allontanamento di Claudia.
- Guest star: Brent Spiner (confratello Adrian), Anthony Michael Hall (Walter Sykes), Faran Tahir (Adwin Kosan), Lester Holt (se stesso/giornalista), Ed Schultz (se stesso/giornalista), Jaime Murray (H. G. Wells), CCH Pounder (signora Frederic).

## Un male dentro
- Titolo originale: An Evil Within
- Diretto da: Constantine Makris
- Scritto da: Holly Harold

### Trama
A Philadelphia, in un locale pubblico, tutte le persone presenti subiscono un'allucinazione collettiva che li porta a scambiare un normale cliente per un mostro tentacolare. Sospettando che la causa sia un artefatto, Artie manda Pete e Myka sul posto ad indagare sull'accaduto. Dopo che il fenomeno si ripete altre volte, con altre persone aggredite perché scambiate per mostri, i due riescono a trovare il collegamento tra le vittime: tutte erano state presenti sul luogo di un incidente avvenuto dopo una partita di baseball, quando una donna era rimasta uccisa dopo essere stata calpestata da alcuni tifosi che stavano lasciando lo stadio. Ora, il suo fidanzato sta punendo chi ritiene responsabile dell'accaduto, compresi coloro che si rifiutarono di prestare immediato soccorso, lanciando loro una sorta di maledizione che li porta ad essere scambiati temporaneamente per mostri; ciò è possibile mettendo loro in contatto fisico con una speciale chiave d'argento protagonista della storia di alcuni fumetti tratti da opere di Howard Phillips Lovecraft. Pete e Myka riusciranno a fermarlo e farlo arrestare prima che estenda la lista delle sue vittime.
Nel frattempo, Artie riesce a trovare Claudia. La ragazza vuole far resuscitare Steven usando un artefatto, quindi tenta di penetrare nella sede dei reggenti, dove ha intenzione di usare uno speciale metronomo. Artie la raggiunge in tempo per fermarla, ma con suo stupore la reggente Jane, accortasi del tentativo di Claudia, decide di aiutarla a riportare Steven in vita, affermando che ciò era stato consentito dai reggenti. Presto Steven sarà quindi risorto, ma nel finale Adwin Kosan rivelerà che quella di Jane era stata una scelta personale e che un eventuale risvolto negativo di quanto effettuato potrebbe essere molto pericoloso. Inoltre, Artie è sempre più preoccupato da quali effetti si potrebbero scatenare a causa del suo utilizzo dell'astrolabio. Raggiunto dal confratello Adrian, che gli chiede aiuto per ritrovare l'astrolabio che lui ha utilizzato per effettuare il salto spazio-temporale, quest'ultimo gli rivela che l'ultimo ad averlo utilizzato era stato Robespierre durante la rivoluzione francese, causando l'avvento del Regime del Terrore. L'unico modo per fermare il male generato dall'artefatto è quello di riutilizzarlo per annullare gli eventi causati dal suo primo utilizzo e ritornare alla situazione di partenza.
- Guest star: Brent Spiner (confratello Adrian), Faran Tahir (Adwin Kosan), Kate Mulgrew (Jane Lattimer), Aaron Ashmore (Steven Jinks).

## Effetti personali
- Titolo originale: Personal Effects
- Diretto da: Andrew Seklir
- Scritto da: Ian Stokes

### Trama
Quando a Devils Lake una donna sembra rimanere vittima del morso di un rarissimo ragno, Steven riconosce gli effetti di un artefatto che faceva parte della collezione di Sykes. La squadra del magazzino individua quindi in un'abitazione di Devils Lake quello che era il deposito di artefatti del defunto Sykes, ma quando arriva sul posto si rende conto di essere stata preceduta da qualcuno. Pete e Myka, dopo qualche ricerca, scoprono che un ladro ha rapinato quell'abitazione e ha venduto gli artefatti ad un banco dei pegni, trattenendo per sé una speciale pipa (appartenuta a Richard Evelyn Byrd) in grado di alterare le condizioni climatiche. Mentre Artie, Leena, Claudia e Steven recuperano gli artefatti presenti al banco dei pegni e quelli che intanto erano già stati rivenduti, tra cui il primo modello di occhiali Ray-Ban, un violino usato da Napoleone durante l'esilio sull'Isola d'Elba e un set di mazze da golf appartenute a Bobby Jones, Pete e Myka danno la caccia al ladro. Scopriranno presto che si tratta di Jesse Ashton, un ragazzo che vuole sfruttare l'artefatto per trovare i soldi necessari per curare il fratello malato. Quando, appena dopo essere stato disarmato dell'artefatto da Pete e Myka, scopre che in realtà il fratello non ha bisogno di soldi ma di un nuovo cuore, si riappropria della pipa un'ultima volta per uccidersi e donare quindi il suo organo.
Nel frattempo, Steven si rende conto di non provare più alcun dolore fisico, sensazione che sembra trasferirsi istantaneamente sul corpo di Claudia ogni qualvolta subisce una qualsiasi ferita.
- Guest star: Brian J. Smith (Jesse Ashton), Dee Wallace (Dr.ssa Garner).

## C'è sempre il rovescio della medaglia
- Titolo originale: There's Always a Downside
- Diretto da: Constantine Makris
- Scritto da: Drew Z. Greenberg

### Trama

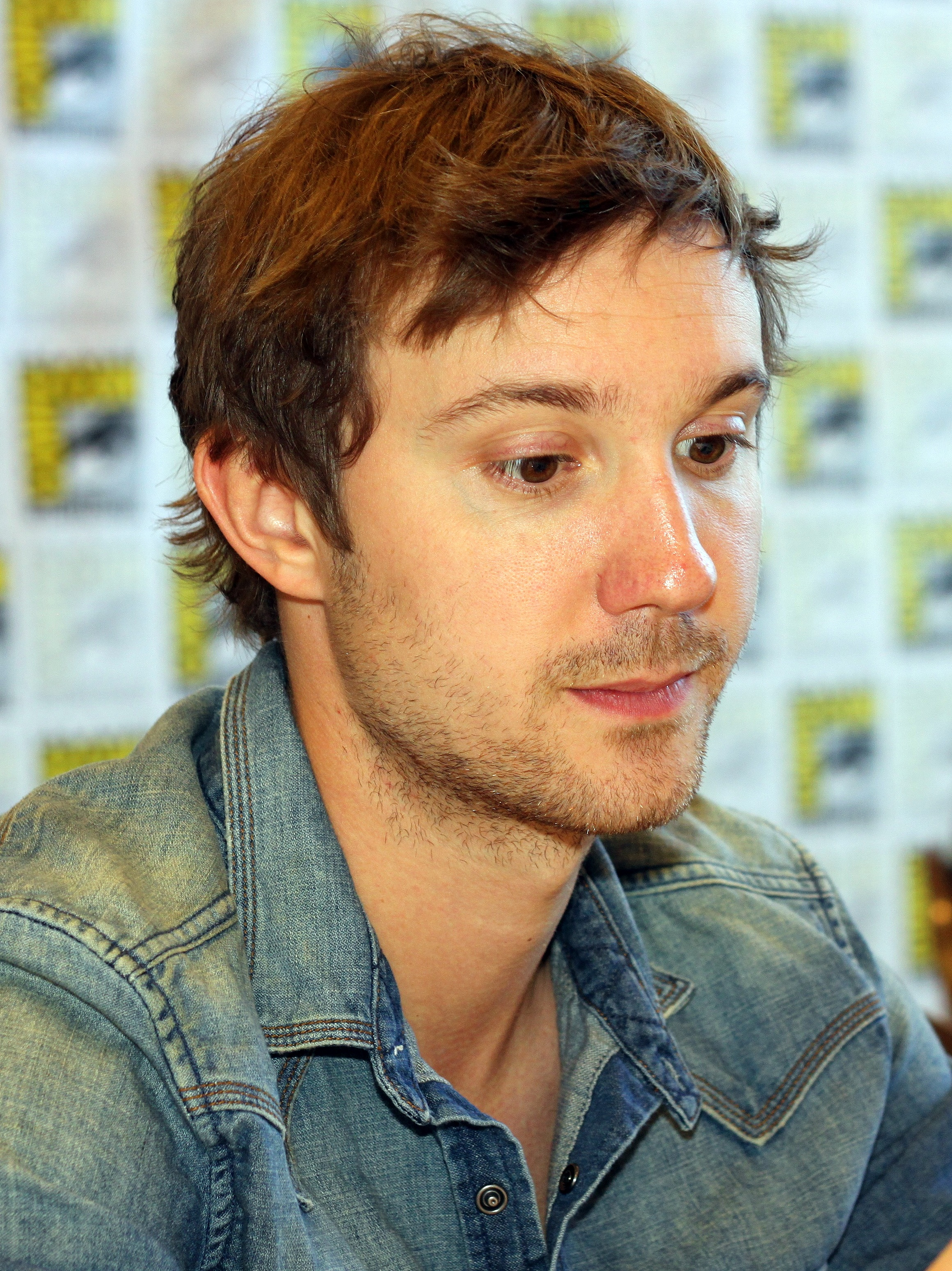
Sam Huntington

Quando Hugo Miller riceve misteriosamente un artefatto chiama Artie, che a sua volta manda Pete e Claudia nella sua città, New Canaan, per recuperarlo. Si tratta di alcune biglie appartenute a Bobby Fischer, che forniscono a chi le possiede un'elevata dose di concentrazione e intuitività. Anche se all'inizio sembra un recupero semplice, le cose si complicano quando il figlio di Hugo rivela di aver condiviso le biglie con i suoi amici. Nel frattempo Steven e Myka sono impegnati a New Orleans, dove alcuni pazienti sofferenti di gravi disturbi psichici guariscono miracolosamente da un giorno all'altro. Appurato che la loro terapista non possiede alcun artefatto, Steven e Mika individuano un locale nel quale erano stati tutti i pazienti coinvolti; qui trovano un musicista, Ethan Ellis, che grazie al porta sigarette di Scott Joplin riesce ad incanalare le sofferenze altrui su di sé. Ciò allo scopo di riuscire a suonare come i grandi musicisti jazz che l'hanno preceduto, pur consapevole che l'artefatto lo stia uccidendo.
Intanto, Artie riceve la visita del confratello Adrian, il quale riesce a fargli confessare di essere stato lui ad usare l'astrolabio. Adrian, preso atto che Artie non intende collaborare con lui, lo minaccia e gli fa capire che la sua confraternita ha già iniziato a lavorare contro il suo magazzino. Nel finale Artie scopre che le biglie recuperate da Pete e Claudia erano già state catalogate nel magazzino, da dove la confraternita di Adrian le ha sottratte per dare il via ad un misterioso piano.
- Guest star: Brent Spiner (confratello Adrian), Sam Huntington (Ethan Ellis), Justin Kelly (Brady Miller), René Auberjonois (Hugo Miller).

## Senza sacrifici non si ottiene nulla
- Titolo originale: No Pain, No Gain
- Diretto da: Jay Chandrasekhar
- Scritto da: Nell Scovell

### Trama

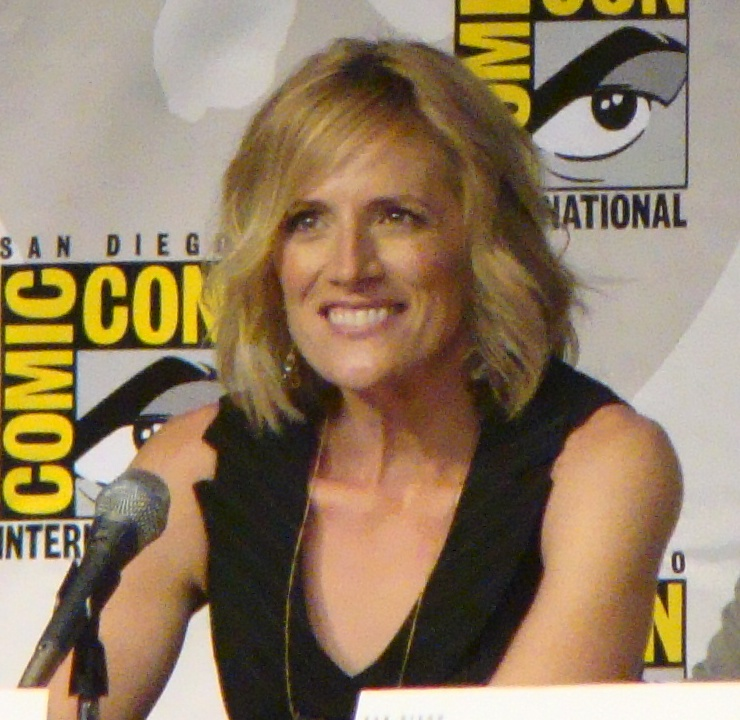
Kirsten Nelson

Dopo che Myka recupera un artefatto con Claudia in Giappone, a Kyoto, va con Pete a Toronto a investigare sul come un giocatore di hockey riesca a guarire immediatamente dopo un infortunio ricominciando a giocare con ancora più forza di prima. Dopo aver accertato che il giocatore non fa uso di artefatti, Pete e Myka intuiscono che ad usarne uno potrebbe essere uno dei fan. Controllando i tifosi durante una partita, Pete viene in contatto con tale artefatto e, poiché in quel momento si era ritrovato casualmente a pensare all'opportunità di avere un figlio, Myka si ritrova incinta. In tal modo i due facilmente individuano la tifosa responsabile, Judy Giltoy, che possiede delle piastrine ereditate dal nonno, veterano di guerra, in grado di esaudire i propri desideri. Nel frattempo Claudia viene invitata a pranzo dalla signora Frederic, che per prepararla ad un suo futuro da custode del magazzino la farà assistere alla nascita di un artefatto, per poi rivelarle di aver smesso di invecchiare con la conseguenza di aver assistito alla morte di diversi suoi cari, figlio compreso. Intanto, con l'aiuto di Steven, Artie riesce a recuperare almeno parte degli artefatti rubati dalla confraternita di Adrian nel magazzino.
- Guest star: Mike Dopud (Mike Madden), Kirsten Nelson (Judy Giltoy), Timothy Omundson (Larry Kemp), CCH Pounder (signora Frederic).

## Fratture
- Titolo originale: Fractures
- Diretto da: Chris Fisher
- Scritto da: Benjamin Raab e Deric A. Hughes

### Trama
Mentre Artie si concede un appuntamento romantico con Vanessa, Pete e Myka sono costretti a recarsi a Rapid City, dove sembrano manifestarsi gli effetti di un artefatto. Arrivati sul posto, i due scoprono presto che si tratta di un oggetto che conoscono già bene, lo specchio di Lewis Carroll, che inspiegabilmente non è più nel magazzino. Alice, uscita dallo specchio, è in grado di impossessarsi di qualsiasi corpo incontra e riesce a raggiungere il ristorante dove si trovano Vanessa e Artie, con l'intento di aggredire quest'ultimo. Dopo diversi tentativi la squadra del magazzino riesce a neutralizzarla, ma non prima che abbia cercato di pugnalare Artie usando il corpo di Claudia, realizzando così la visione che aveva avuto nel primo episodio. Artie sa che l'accaduto fa parte del piano messo in atto da Adrian, ma decide ancora di tenere nascosta la verità al resto della sua squadra, che è ormai conscia di essere tenuta all'oscuro di qualcosa.
Al termine della missione Steven rivela a Claudia, che era rimasta ferita alla spalla perché Alice aveva colpito Steven, che, a causa del legame provocato dal metronomo usato per riportarlo in vita, qualsiasi ferita gli venisse procurata veniva riflessa ed avvertita sul suo fisico.
- Guest star: Lindsay Wagner (Vanessa Calder).

## Meraviglie senza fine
- Titolo originale: Endless Wonder
- Diretto da: Michael McMurray
- Scritto da: Bob Goodman

### Trama
A South Bend alcune persone manifestano i sintomi di un artefatto: si ritrovano improvvisamente più alti, per poi finire in ospedale con gravi dolori. Quando Pete e Myka si recano ad indagare, si accorgono che l'evento ha attirato l'attenzione di una rappresentante di una casa farmaceutica produttrice di uno dei farmaci assunti dalle persone affette dai sintomi, Deb Stanley. Quest'ultima aiuta gli agenti del magazzino nel trovare i pazienti che usano tale farmaco, che presto si rivela però non collegato agli strani sintomi; quindi Pete, dopo aver dormito insieme a lei, la congeda. Deb però continua ad approfondire l'accaduto per suo conto, finendo per scoprire l'esistenza del magazzino. Mentre Myka riesce ad individuare e recuperare l'artefatto responsabile, Pete prova, invano, ad allontanare dal magazzino Deb, sulla quale non ha però dubbi sulle sue buone intenzioni. La questione sarà infine gestita dal reggente Kosan, che, dopo aver notato oltre la sua intelligenza anche la sua saggezza, le offrirà di lavorare per il magazzino.
Nel frattempo, Artie rivela a Claudia e Steven l'esistenza di Adrian e della sua confraternita, senza però spiegare il motivo del suo accanimento contro di lui. Con l'aiuto di Claudia riesce quindi ad individuare Adrian, che però è pronto ad attenderli con una trappola intenta ad uccidere chi sta accanto ad Artie. Claudia e Steven riusciranno ad accorgersene in tempo da evitarla, ma Adrian riuscirà a dileguarsi. Nel finale, H. G. Wells rivela ad Artie di aver capito che ha usato l'astrolabio e di aver condiviso la sua impressione con la signora Frederic.
- Guest star: Brent Spiner (confratello Adrian), Faran Tahir (Adwin Kosan), Danielle Nicolet (Deb Stanley), Steven Eckholdt (Gil Moorpark), Jaime Murray (H. G. Wells).

## Seconda chance
- Titolo originale: Second Chance
- Diretto da: Constantine Makris
- Scritto da: Diego Gutiérrez

### Trama

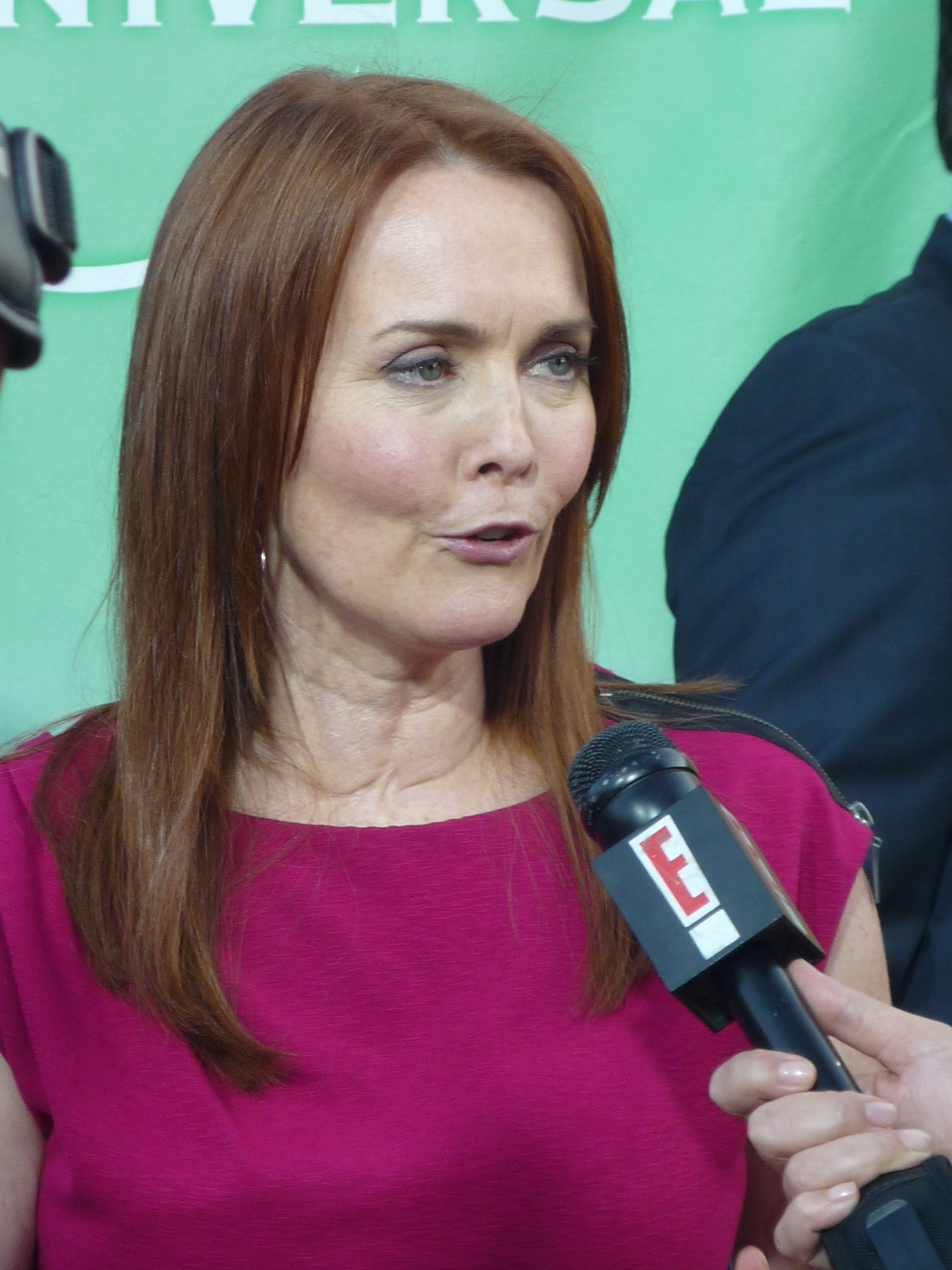
Laura Innes

Nella Virginia Occidentale alcuni operai si ammalano di una strana malattia che li fa letteralmente arrugginire, quindi Pete e Myka si recano sul posto per indagare. Inizialmente i due pensano che il proprietario dell'azienda nella quale lavorano stia facendo loro male di proposito, tuttavia, quando una donna estranea a tale fabbrica accusa gli stessi sintomi, l'unico punto in comune tra le vittime diventa una palestra. Alla fine, la causa di tutto risulterà essere uno degli operai che, reduce dalla guerra in Iraq, porta nel proprio corpo alcuni frammenti derivanti da un'esplosione in cui era rimasto ferito nei pressi del Museo Nazionale di Baghdad. Nel frattempo, Artie è costretto ad ammettere di aver usato l'astrolabio, spiegandone i motivi, alla signora Frederic. Quest'ultima decide quindi di interpellare il resto dei reggenti mentre, senza dire nulla ad Artie, prende l'artefatto e lo affida a H. G. Wells per tenerlo al sicuro, lontano anche da Artie.
Intanto Steven e Claudia provano a slegare il primo dal metronomo recandosi nella città natale di quest'ultimo, nel New Jersey. Artie aveva detto loro che per riuscire nell'intento Steven avrebbe dovuto ricercare un nuovo puro inizio nel posto dal quale proviene, quindi si recano nella casa in cui era cresciuto. Qui, troveranno la madre di Steven, Emma, non in buoni rapporti con il figlio, che non capisce i motivi per i quali abbia difeso dalla pena di morte l'assassino della figlia, rimasta uccisa in un tentativo di rapina. Alla fine Steven riesce a superare la rabbia che lo legava all'assassino della sorella, ricongiungendosi con la madre e rompendo il legame con il metronomo.
- Guest star: Laura Innes (Emma Jinks), Pooch Hall (Cody Bell), Jaime Murray (H. G. Wells), CCH Pounder (signora Frederic).

## Le persone che ami
- Titolo originale: The Ones You Love
- Diretto da: Howie Deutch
- Scritto da: Nell Scovell

### Trama
Imprecisati artefatti vengono mandati al fratello di Claudia, all'ex moglie di Pete e alla sorella di Myka. Artie pensa che ciò rientri nei piani di Adrian, quindi manda i suoi agenti ad aiutare i loro cari. L'ex moglie di Pete, Amanda, contrae una misteriosa infezione che la fa scaldare sempre di più. Pete scopre la causa: un tatuaggio che si trasferisce per contatto fisico e che fa scaldare le persone fino a farle esplodere; dopo averlo toccato finisce per rimanerne vittima lui stesso. Grazie ad un'intuizione di Myka, riuscirà a liberarsi dagli effetti del tatuaggio appena prima di esplodere. Myka intanto è impegnata a liberare la sorella Tracy dagli effetti di un artefatto che le ha fatto aumentare l'odio nei suoi confronti tanto da volerla uccidere, mentre Claudia libera il fratello intrappolato in un accumulo solidificato di ambra. Nel frattempo, la signora Frederic e Steven si recano a Roma per investigare sulla confraternita di Adrian. Qui faranno una sconvolgente scoperta: i confratelli, Adrian compreso, sono intrappolati in un quadro, a causa di un artefatto loro mandato probabilmente da Artie. Il nemico del magazzino conosciuto da Artie, che ha rubato gli artefatti e ha tentato di uccidere i suoi agenti, in realtà è sempre stato lo stesso Artie, la cui psiche è rimasta vittima dagli effetti derivati dall'uso dell'astrolabio. Nel finale, Artie prenderà atto di ciò, dopo aver duellato con un Adrian frutto della sua immaginazione, sprigionando poi un suo lato malvagio di cui Leena resterà vittima.
- Guest star: Brent Spiner (confratello Adrian), Amy Acker (Tracy Bering), Jeri Ryan (Amanda Lattimer), CCH Pounder (signora Frederic).

## Tutti giù per terra
- Titolo originale: We All Fall Down
- Diretto da: Chris Fisher
- Scritto da: Holly Harold

### Trama
Artie, dopo aver ucciso Leena, è alla ricerca dell'astrolabio per utilizzarlo e ripristinare l'originale linea temporale in cui il magazzino era stato distrutto e alcuni suoi agenti erano deceduti, mentre il Mondo cadeva nella disperazione. Secondo le ricerche condotte nel Vaticano dalla signora Frederic, Steven e il reale Adrian, in Artie dopo l'uso dell'astrolabio si è generata una doppia personalità, con la sua parte cattiva che ora ha preso il pieno controllo di sé. Per farsi consegnare l'astrolabio, Artie è intenzionato a rendere il Mondo in una condizione peggiore di prima che riportasse indietro il tempo, usando un artefatto riposto in quello che era stato il magazzino 8, a Berlino; si tratta di un'orchidea in grado di diffondere una letale epidemia: la malattia del sudore. Per mettere le mani sull'orchidea, inoltre, deve usare il pugnale che aveva avuto nella visione in cui si vedeva pugnalare da Claudia. Quest'ultima, insieme al resto degli agenti del magazzino e alla signora Frederic, cerca di impedire che recuperi tali oggetti, ma grazie all'uso di altri artefatti Artie riesce a perseguire il suo scopo. Claudia, subito dopo che Artie apre il contenitore dell'orchidea, capisce che il pugnale è lo strumento per fermare la sua personalità cattiva, così decide di pugnalarlo al petto, facendo riemergere l'Artie originale, mentre il virus si diffonde sulla Terra.
- Guest star: Brent Spiner (confratello Adrian), CCH Pounder (signora Frederic).

## I vivi e i morti
- Titolo originale: The Living and the Dead
- Diretto da: Millicent Shelton
- Scritto da: Drew Z. Greenberg

### Trama

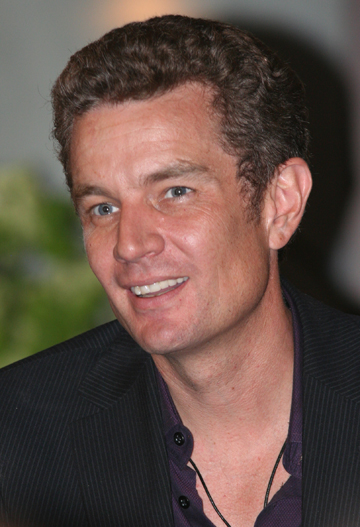
James Marsters

Il pugnale usato da Claudia contro Artie era appartenuto al primo prete che eseguì un esorcismo, acquisendo la capacità di separare il bene dal male senza provocare danni fisici. La mente di Artie tuttavia è ancora in condizioni precarie. Per recuperare il suo subconscio Claudia, accompagnata da Steven, penetra nella sua mente grazie a un artefatto appartenuto a Sigmund Freud, ma incontra le resistenze di Artie stesso, che preferisce restare in un mondo di fantasia piuttosto che affrontare la dura realtà dell'avere ucciso Leena.
Nel frattempo, Pete e Myka vanno alla ricerca di un artefatto in grado di fermare il virus ricomponendo l'orchidea, appartenuto al Conte di Saint-Germain nella Francia del Settecento. Grazie all'aiuto di un eccentrico professore universitario, Bennett Sutton, individuano il luogo in cui si trova, riuscendo quindi a recuperarlo dalla tomba di Maria Antonietta e fermando l'epidemia prima che inizi a causare i primi morti. Il professore però rimane apparentemente ucciso, sotto gli occhi di Pete e Myka, da una delle trappole che sorvegliano la tomba. Il professore, che in realtà è il Conte di Saint-Germain non invecchiato grazie all'uso di un altro artefatto, è però ancora vivo e ha rubato un diamante posto anch'esso nel tomba dell'ex regina. Sulle sue tracce si mette Charlotte Dupres, una collezionista che si rivela essere sua moglie.
- Guest star: Polly Walker (Charlotte Dupres), James Marsters (Bennett Sutton/Conte di San Germano), Roger Rees (James MacPherson), Kate Mulgrew (Jane Lattimer), Thomas Roberts (se stesso), Lindsay Wagner (Vanessa Calder), CCH Pounder (signora Frederic).

## Parchi e riabilitazione
- Titolo originale: Parks and Rehabilitation
- Diretto da: Larry Teng
- Scritto da: Ian Stokes

### Trama
Quando un uomo viene ritrovato morto in un bosco, sepolto nel terreno da una sorta di sabbie mobili, Pete e Claudia si recano sul posto per investigare. Presto scoprono che si tratta di un omicidio da parte di qualcuno che sta usando un artefatto per creare spaccature nel terreno che risucchiano ciò che si trova in superficie. L'omicida è un ranger in cerca di vendetta contro un ex gruppo ecoterrorista che aveva tradito uno dei suoi componenti. Nel frattempo, Artie, con l'aiuto di Myka e Steven e non senza imprevisti, riprende le attività di manutenzione all'interno del magazzino a cui era solita provvedere Leena.
- Guest star: Faran Tahir (Adwin Kosan), Emily Bergl (Autumn Radnor), Patrick John Flueger (Ranger Evan Smith).

## Il grande imbroglio
- Titolo originale: The Big Snag
- Diretto da: Chris Fisher
- Scritto da: John-Paul Nickel

### Trama

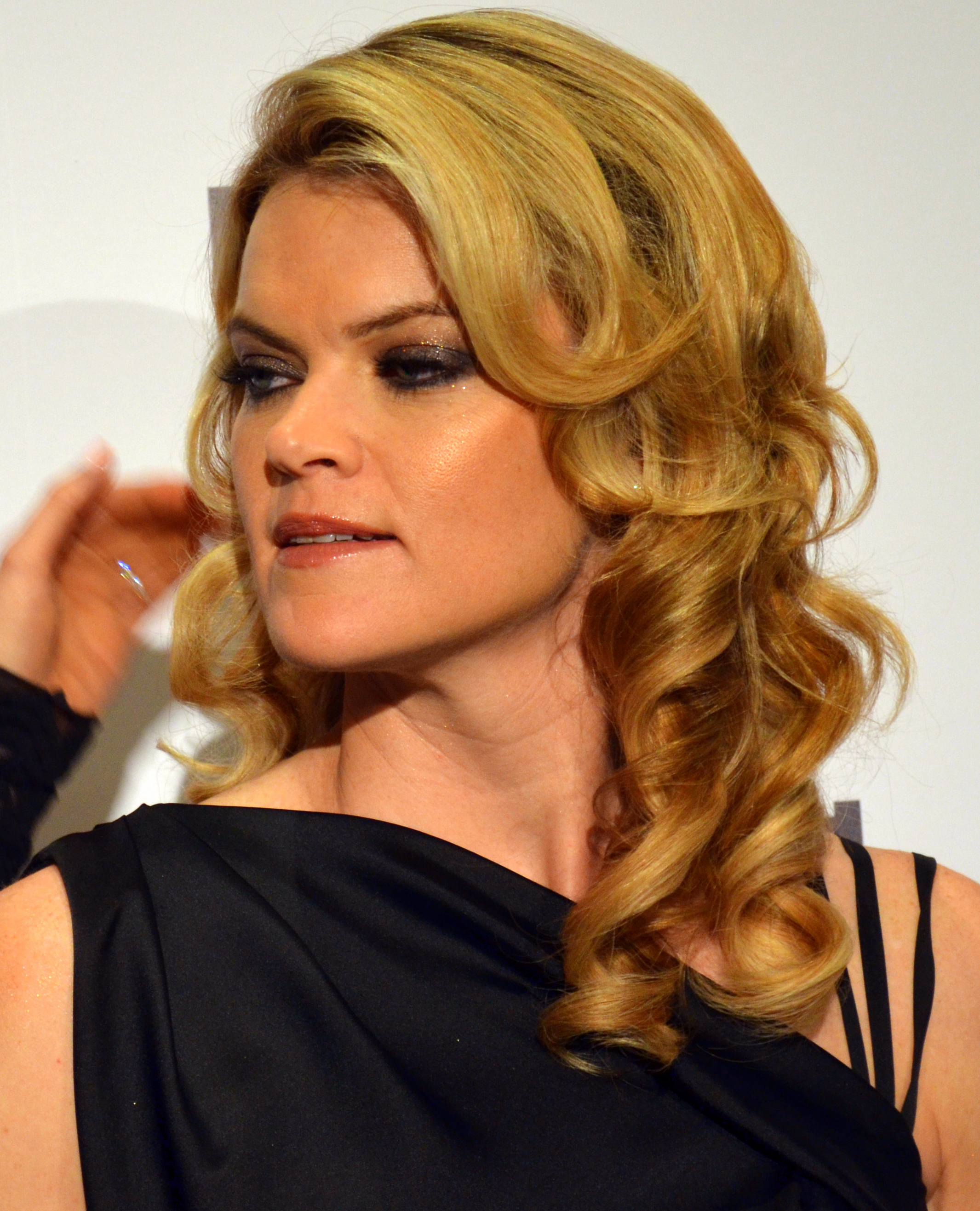
Missi Pyle

Pete e Myka, mentre sono impegnati a catturare sfere di elettricità statica vaganti nel magazzino, finiscono accidentalmente per essere vittime di un artefatto letterario: il romanzo incompiuto di Anthony Bishop. Improvvisamente, i due si ritrovano all'interno del romanzo, a vivere una storia in bianco e nero ambientata nella Chicago degli anni 40. Lì, nei panni di un investigatore privato e della sua assistente, vengono approcciati da una donna, Lily Abbott, la quale vuole ingaggiarli per ritrovare suo marito. Presto i due scoprono che la donna ha mentito, in quanto in realtà è l'amante dello scomparso, col quale aveva inscenato una relazione per tenerlo d'occhio su ordine del suo capo, mentre recuperava per lui un particolare oggetto, l'artefatto che Pete stava usando nel magazzino per catturare le sfere. Pete e Myka trovano l'uomo poco dopo essere stato ucciso da quello che sembrava un innocuo barman, il quale si rivela essere Anthony Bishop, finito intrappolato decenni prima nel suo stesso romanzo. Bishop, che nel romanzo ha una relazione con Lily, personaggio modellato sui ricordi della sua defunta moglie, vuole rimanere nel libro e cerca quindi di impedire a Pete e Myka di terminare la storia. Tuttavia, i due riescono a risolvere il caso e ritorneranno con l'artefatto nel mondo reale, chiudendo quindi il romanzo con un lieto fine.
Nel frattempo, Claudia, Steven e Artie sono impegnati nel recuperare un artefatto che permette ad un ladro di rubare auto di lusso guidandole attraverso qualsiasi oggetto. I tre recuperano quindi un paio di guanti in grado di offrire tale abilità, ma Artie in più di un'occasione mette a repentaglio la sua vita. Tornati al magazzino, Steven, preoccupato, avvisa il reggente Kosan.
- Guest star: Missi Pyle (Lily Abbott), Faran Tahir (Adwin Kosan), America Olivo (Rebecca Carson), Enrico Colantoni (Anthony Bishop).

## Il cielo è il limite

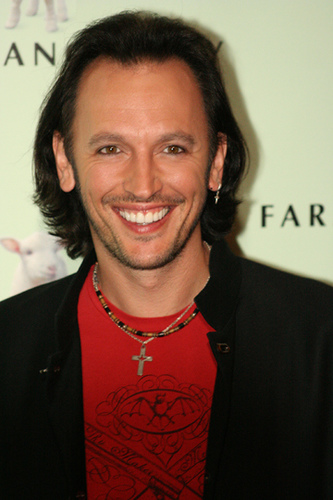
Steve Valentine

- Titolo originale: The Sky's the Limit
- Diretto da: Jack Kenny
- Scritto da: Michael Jones-Morales

### Trama
Claudia e Steven vanno a Londra per investigare sulle misteriosi morti di alcuni fantini. Dopo alcune ricerche, identificheranno il responsabile in uno stalliere determinato a vendicare degli abusi subiti dai cavalli, il quale sfrutta un pezzo di una vecchia coperta di Toro Seduto. Pete e Myka sono invece impegnati a Las Vegas, dove delle persone cadono morte dal cielo. I due scoprono che le vittime sono tutte state protagoniste di un gioco di prestigio eseguito da un noto prestigiatore della città, Monty il magnifico. Il gioco consiste nel far levitare una persona e, anche se Monty pensa si tratti di magia vera, la responsabile è la sua giovane assistente e nipote, Rose, che sfrutta una medaglia appartenuta a Giuseppe da Copertino. Nel frattempo, i reggenti assegnano ad Artie una psicoterapeuta, Abigail. Anche se all'inizio rifiuta il suo aiuto, alla fine accetta di aprirsi con lei.
- Guest star: Polly Walker (Charlotte Dupres), Joel Grey (Monty il magnifico), Kelly Hu (Abigail Cho), Nora Zehetner (Rose), Steve Valentine (Val Preston), CCH Pounder (signora Frederic).

## Istinto
- Titolo originale: Instinct
- Diretto da: Matthew Hastings
- Scritto da: Ian D. Maddox e Marque Franklin-Williams

### Trama
Dopo aver tenuto al sicuro l'astrolabio, H. G. Wells prova ad avere una vita normale come medico forense presso un dipartimento di polizia, convivendo con un uomo che ha perso la moglie, Nate, e sua figlia. Tuttavia, quando s'imbatte in un detenuto che mostra i possibili segni di un artefatto, è costretta a chiamare i suoi amici al magazzino 13. Pete e Myka si recano quindi da lei per investigare, e presto scoprono che un poliziotto e un procuratore usano un artefatto per infondere una paura primordiale in coloro che essi credono colpevoli di un reato. Dopo che l'artefatto viene recuperato, il poliziotto rapisce la figlia di Nate nel tentativo di farselo riconsegnare, ma alla fine H. G. Wells, Pete e Myka riescono ad arrestarlo insieme al suo complice.
Nel frattempo, al magazzino, Artie con l'aiuto di Claudia, Steven e Abigail provano a risolvere un grave problema che sta mettendo a rischio la struttura del magazzino: un artefatto accidentalmente ha intasato il meccanismo di autoalimentazione e autoespansione.
- Guest star: Kelly Hu (Abigail Cho), Todd Stashwick (procuratore Hofgren), Tuc Watkins (Nate), Ricardo Antonio Chavira (Detective Briggs), Jaime Murray (H. G. Wells).

## In fuga
- Titolo originale: Runaway
- Diretto da: Jennifer Lynch
- Scritto da: Bob Goodman

### Trama

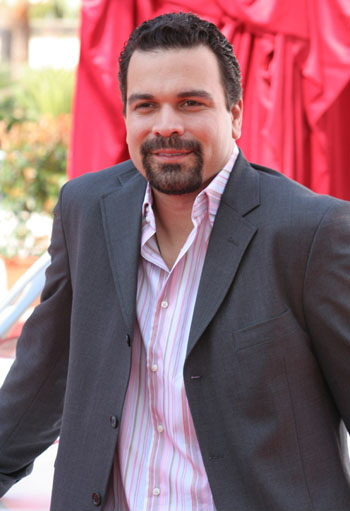
Ricardo Antonio Chavira

Alcuni detenuti evadono da una prigione dell'Arkansas utilizzando un'ampolla originaria di Pompei, proveniente dall'eruzione del Vesuvio del 79, in grado di generare lava vulcanica. Pete, Myka e Steven riescono a rintracciare gli evasi e a recuperare l'artefatto, con l'aiuto di un agente del corpo United States Marshals Service, Liam, ex fidanzato di Steven. Nel frattempo, Artie rimane vittima di un artefatto presente nel magazzino, un orologio appartenuto a Beethoven, il quale gli fa sentire nella sua testa molte delle opere composte dall'artista, rischiando di portarlo alla sordità. Con l'aiuto di Claudia riesce a recuperare una parte mancante dell'artefatto non custodita nel magazzino, riuscendo quindi a neutralizzarne gli effetti. Nel finale, Claudia festeggia il suo ventunesimo compleanno, avendo la possibilità, grazie ad Artie, di duettare con l'artista Cherie Currie.
- Guest star: Cherie Currie (se stessa), Charlie Weber (Liam Napier).

## Ciò che più conta
- Titolo originale: What Matters Most
- Diretto da: Chris Fisher
- Scritto da: Diego Gutiérrez

### Trama
Pete e Myka indagano sulla sospetta morte di un procuratore distrettuale. Quando anche altre persone dello stesso quartiere in cui viveva la vittima iniziano ad essere protagoniste di strani incidenti, hanno la conferma che un artefatto è il responsabile. A utilizzarlo è una donna che vuole vendicarsi del vicinato per non rispettare abbastanza il posto in cui vivono. L'artefatto, che fa rivivere alle vittime gli effetti di cattive azioni da loro causate in passato, colpisce anche Pete, il quale da giovane, guidando in stato di ebbrezza, si era schiantato con la macchina su un albero, facendo rompere le gambe ad un suo amico in auto con lui.
Nel frattempo, Claudia e Artie vanno a New York per investigare su un ragazzo senzatetto, Nick, vittima di una sorta di controllo mentale che gli fa scrivere complicate formule matematiche. Grazie alle visioni del ragazzo, Artie risale al responsabile: un analista finanziario che per comporre le formule usa degli occhiali appartenuti a Orville Wright, i quali consentono di sfruttare il cervello di altre persone per avere maggiori capacità cognitive. Claudia inviterà poi Nick a stare con lei qualche giorno nei pressi del magazzino, ma nel finale si scoprirà che il tutto potrebbe essere stato un piano per avvicinare il ragazzo a lei e al magazzino. A Myka, durante una visita di routine, verrà inoltre diagnosticato un cancro alle ovaie.
- Guest star: Kelly Hu (Abigail Cho), Chris Ellis (Arnold Cassell), Cynthia Watros (Janice Malloy), Josh Blaylock (Nick Powell).

## Perduto e ritrovato
- Titolo originale: Lost & Found
- Diretto da: Howie Deutch
- Scritto da: Benjamin Raab e Deric A. Hughes

### Trama

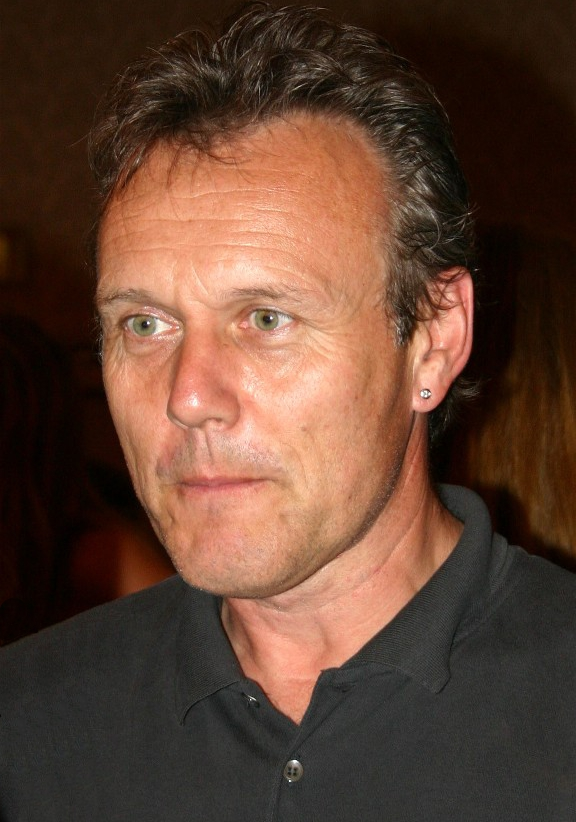
Anthony Stewart Head

Durante il trasferimento di alcuni artefatti dal vecchio magazzino 12 al magazzino 13, un pirata aveva derubato una della navi impiegate per trasportarli. Nonostante numerose ricerche, il bottino non era mai stato ritrovato. Nel presente, Artie trova una pista per identificare il luogo in cui si trova la refurtiva: sul mercato nero fa un'offerta per la metà di un artefatto la quale, insieme alla parte che già possiede, potrebbe rivelare il luogo in cui il pirata aveva nascosto i suoi tesori. Si reca quindi a Buffalo con Pete e Myka per recuperarla, ma a destinazione trova Charlotte Dupres, anch'essa intenzionata a mettere le mani sul bottino. Charlotte e Artie accettano temporaneamente di aiutarsi a vicenda e poi dividere il tesoro, ma la collaborazione durerà poco. Trovato il luogo ricercato, una vecchia centrale elettrica presso le cascate del Niagara, Charlotte rischia di essere uccisa da un artefatto che proteggeva il tesoro. Quando vede che gli agenti del magazzino tentano di salvarla, decide di fidarsi di loro e rivelare la sua vera identità e i suoi piani.
Charlotte Dupres è in realtà la moglie del Conte di Saint-Germain e, come il marito, ha smesso di invecchiare secoli prima acquisendo l'immortalità, da lei ormai considerata una condanna. Per tornare ad essere normale vuole recuperare la pietra filosofale, una cui metà era tra gli artefatti rubati dal pirata. Per l'altra metà aveva fatto infiltrare Nick, suo figlio - condannato ad essere per sempre un quindicenne - nel magazzino per liberare un personaggio che era stato bronzato secoli prima: Paracelso. Nick, nel frattempo, era riuscito nella sua missione, manipolando con un artefatto Steven e Claudia, che si ritroverà bronzata.
- Guest star: Polly Walker (Charlotte Dupres), Anthony Stewart Head (Paracelso), Sasha Roiz (Marcus Diamond), Josh Blaylock (Nick Powell).

## Tutto il tempo del mondo
- Titolo originale: All the Time in the World"
- Diretto da: Chris Fisher
- Scritto da: Holly Harold

### Trama
Paracelso fugge dal magazzino portando con sé Nick e alcuni artefatti, compreso il dispositivo che faceva funzionare la macchina per la bronzatura. Inoltre, Claudia è stata bronzata in modo da renderne il risultato instabile, propenso a disintegrarsi in poco tempo. Mentre Artie e Steven cercano di trovare un modo per salvare Claudia, Pete e Myka vanno con Charlotte sulle tracce di Paracelso, che ha lasciato un messaggio nel magazzino: vuole qualcosa dal conte di San Germano, suo fratello. Trovato quindi Sutton, si scopre che Paracelso vuole mettere le mani sulla pietra filosofale, per rendersi immortale come aveva fatto in passato con la famiglia del fratello. Tutti si recano quindi in quel che era stato il suo laboratorio diversi secoli prima, il monastero di Studion, in Turchia. Paracelso riesce però a sopraffarli con astuzia, prendendo la pietra filosofale, una cui metà era custodita da Sutton, e fuggendo. Pete e Myka riescono però a recuperare l'artefatto per la bronzatura: Claudia potrà quindi essere liberata.
Nel frattempo, la signora Frederic inizia ad accusare sintomi sempre più gravi di una sorta di demenza. Il suo cervello, connesso con quello del magazzino, chiamato Eldunari, inizia a malfunzionare in quanto il magazzino aveva iniziato a collegarsi con quello di Paracelso. Paracelso era infatti il custode del magazzino prima della signora Frederic, ai tempi del magazzino 9. Abigail si rivela inoltre come una sorta di guardiano del magazzino, custode di segreti e documenti celati persino ai reggenti.
- Guest star: Polly Walker (Charlotte Dupres), Anthony Stewart Head (Paracelso), James Marsters (Bennett Sutton/Conte di San Germano), Kelly Hu (Abigail Cho), Faran Tahir (Adwin Kosan), Josh Blaylock (Nick Powell), CCH Pounder (signora Frederic)
- Curiosità: James Masters e Anthony Stewart Head avevano già lavorato insieme per sei delle sette stagioni della serie horror-action Buffy l'ammazzavampiri, in cui James Marsters interpretava Spike, un vampiro, e Anthony Stewart Head interpretava Rupert Giles, il supervisore della protagonista.

## La verità fa male
- Titolo originale: The Truth Hurts
- Diretto da: Jack Kenny
- Scritto da: Drew Z. Greenberg

### Trama
Paracelso viene rintracciato a San Francisco, ma Pete e Myka non riescono a catturarlo prima che abbia già usato la pietra filosofale per rendersi immortale, uccidendo contemporaneamente alcuni pazienti terminali ricoverati in alcuni ospedali della città. Portato al magazzino, si scopre che si è reso immune alla bronzatura, processo che in passato aveva perfezionato personalmente. Nell'attesa che i reggenti trovino una soluzione su come punirlo e cercare di salvare la signora Frederic, Myka si sottopone a una prima operazione per il cancro che le era stato diagnosticato. Mentre Myka è in ospedale, Pete interroga Paracelso, che gli comunica una triste verità: lui, osservando Myka, è stato in grado di scoprire che il suo cancro si è già diffuso in tutto il corpo. Si offre quindi di aiutare Pete nell'usare alcuni artefatti del magazzino per salvarla. In cambio spera di ottenere una punizione più clemente dai reggenti. Pete gli crede, ma Paracelso lo raggira molto presto, si libera e prende il completo controllo del magazzino.
Alla signora Frederic, per salvarsi, non resta quindi che scollegarsi completamente dal magazzino, rinunciando al suo ruolo di custode. Lei, insieme a Pete, Artie e Steven sarà costretta a fuggire dal magazzino. Claudia, invece, anche lei connessa al magazzino in quanto predestinata futura custode, decide di restare e combattere Paracelso. Nel frattempo, Artie aveva rivelato a Claudia che sua sorella, la quale lei credeva morta, è viva ed è una persona pericolosa.
- Guest star: James Marsters (Bennett Sutton/Conte di San Germano), Anthony Stewart Head (Paracelso), Kelly Hu (Abigail Cho), Josh Blaylock (Nick Powell), CCH Pounder (signora Frederic).